# Porostnice mnohotvárná
Porostnice mnohotvárná (Marchantia polymorpha L.) patří mezi nejrozšířenější játrovky v mírném podnebném pásu.

## Vzhled
Tmavozelená plochá stélka je široká okolo 1 cm a přichycená k podkladu rhizoidy. U jedinců rostoucích na přemokřených stanovištích se objevuje jako další charakteristický znak tmavozelené střední žebro. Ve vhodných podmínkách porůstá plochu o mnoha metrech čtverečních. Dobrým rozpoznávacím znakem jsou v době rozmnožování deštníkovité útvary – receptakula.

## Stavba stélky
Stélka porostnic je zploštělá (fondózní). Svrchní strana je tvořena jednovrstevnou tenkostěnnou epidermis, pod ní leží taktéž jedna vrstva fotosynteticky aktivních buněk. Svrchní strana vypadá jako síť, přičemž uvnitř každého políčka se nachází hnědá tečka - průduch (stoma), který obepíná přibližně osm do kruhu uspořádaných svěracích buněk. Asimilační pletivo je protkáno vzdušnými kanálky. Střední část stélky vyplňuje pletivo základní, nezpevněné sklerenchymatickými vlákny. Ze spodní strany vyrůstají příčepivé rhizoidy.

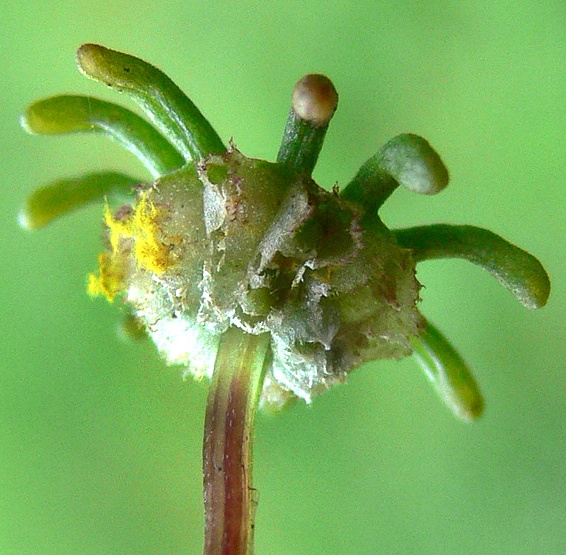
Samičí receptakulum

## Rozmnožování

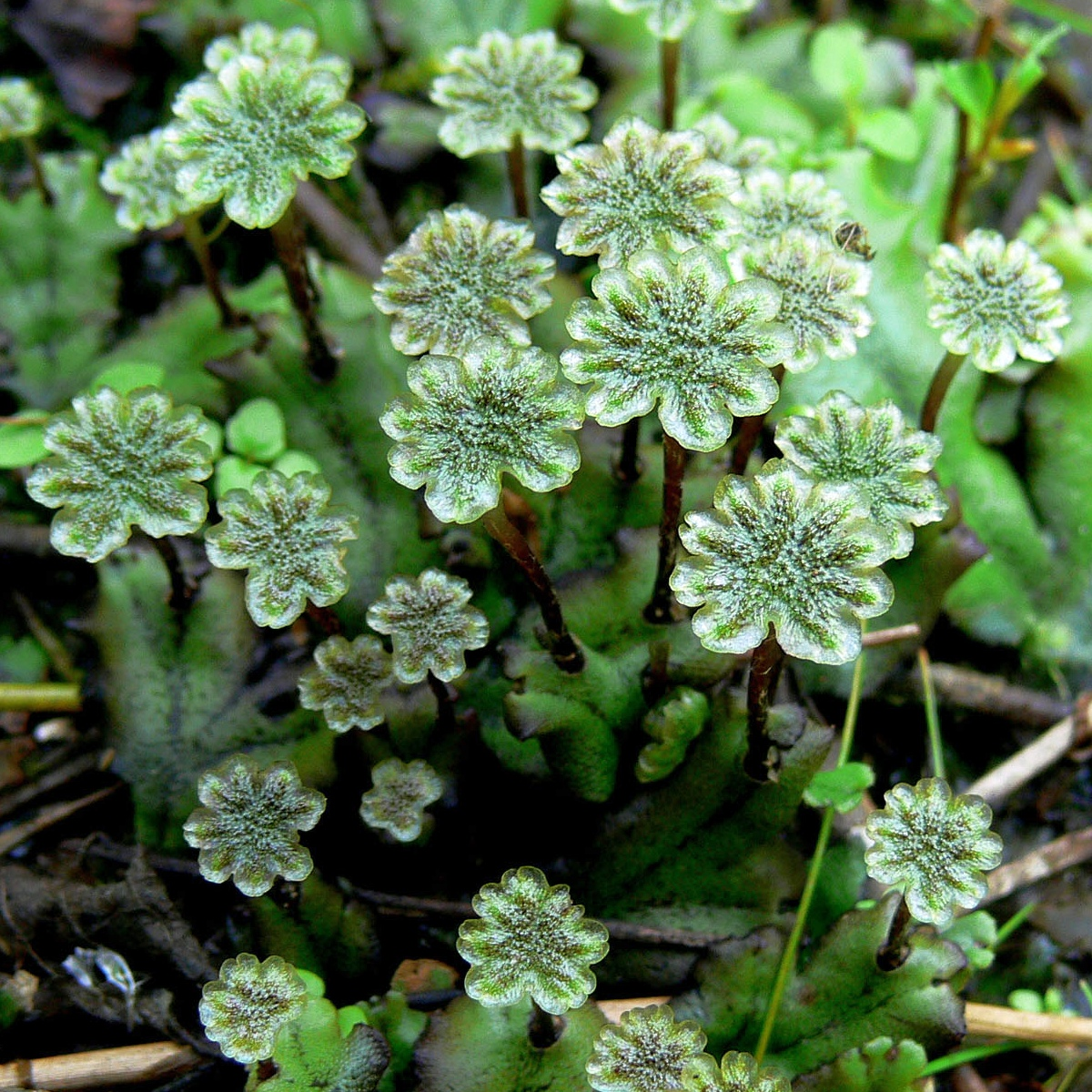
Deštníčkovitá samčí receptakula

Porostnice jsou dvoudomé rostliny. V době pohlavního rozmnožování se na povrchu stélky vytvářejí specializované útvary – receptakula. Na samčích stélkách se tvoří receptakula okrouhlá deštníkovitého tvaru 1–3 cm vysoká. Na horní straně samčího receptakula se nacházejí antheridia. Na samičích stélkách se vytvářejí taktéž receptakula, ale ve tvaru palmiček. Archegonia se zakládají na spodní straně samičího receptakula v paždí paprsků.
Životní cyklus začíná geneticky odlišenými sporami. Z nich vyrůstá samčí nebo samičí gametofyt, při vhodných podmínkách začnou na svrchní straně stélky vyrůstat receptakula. Na svrchní straně samčího receptakula se v antheridiích tvoří dvoubičíkaté pohyblivé spermatozoidy, které ve vodném prostředí putují k oosféře nacházející se v archegoniu na spodní straně samičího receptakula. Následně dochází k oplození. Z oplodněného vajíčka vyrůstá drobný sporofyt, ten je rozdělen na nohu, štět a tobolku. V tobolce probíhá meióza a tvoří se žlutavé spory. Spory jsou v tobolce zavěšeny na mrštnících (elatery), ty slouží ke zlepšení rozšíření spor do okolí. Po dozrání spor a za sucha tobolka praská (obvykle mezi čtyřmi chlopněmi) a spory se šíří. Cyklus se následně opakuje.
Nepohlavní rozmnožování probíhá v pohárkovitých útvarech na povrchu stélky. V pohárcích se tvoří kulovitá tělíska geneticky shodná s mateřskou rostlinou, nazývaná gemy. Oddělující se gemy jsou roznášeny do okolí.

## Výskyt

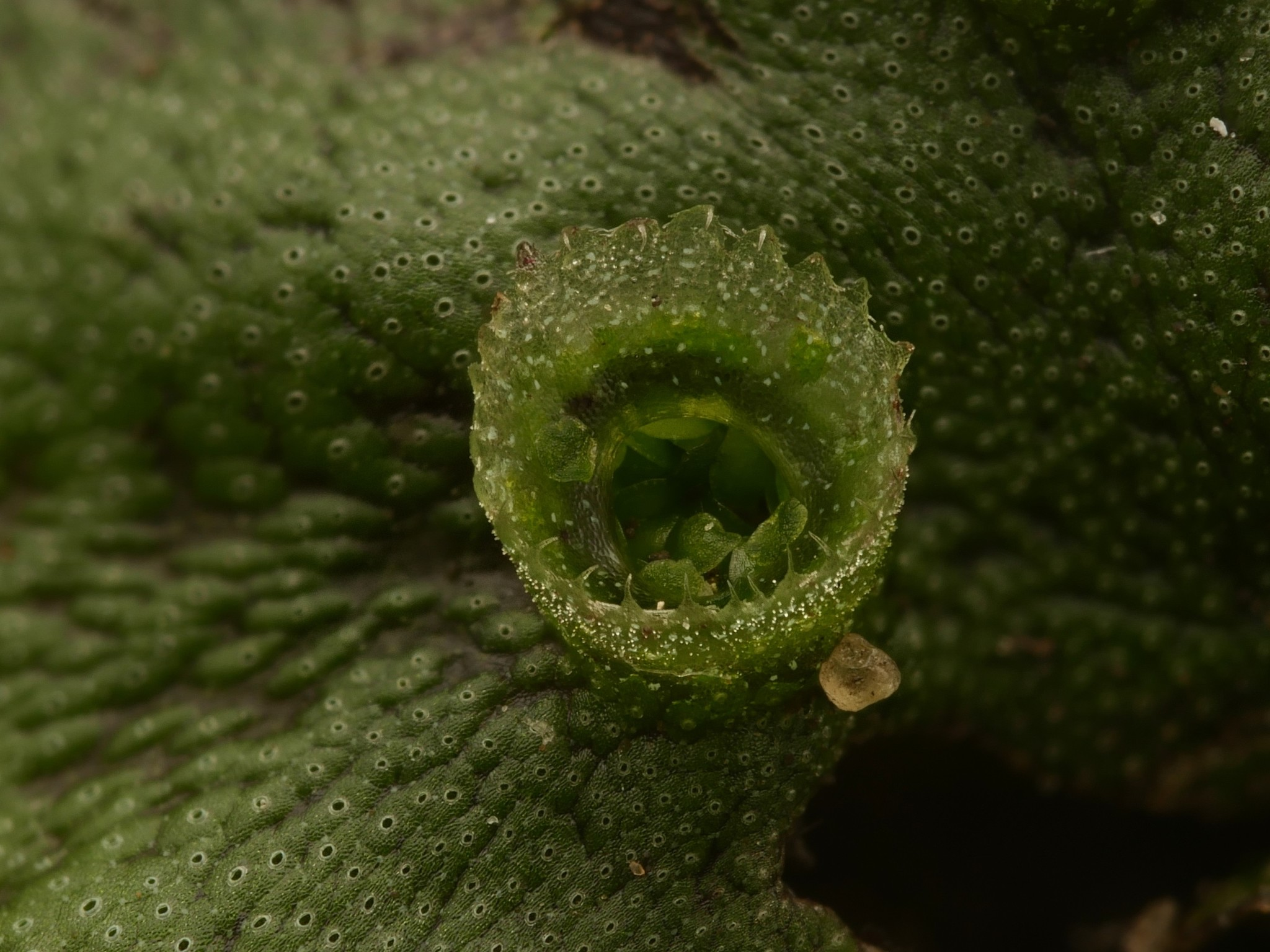
Detail pohárku s gemami; na povrchu okolní stélky jsou zřetelné i průduchy

Porostnice nabývá mnohotvárných variet. Pouze alpínské variety dosáhly částečné samostatnosti. Rod Marchantia je typický pro tropický pás a jižní polokouli. V Česku se kosmopolitně vyskytuje právě druh Marchantia polymorpha.